# Jeremy Boado
Jeremy Jess Boado ist ein südafrikanischer Schauspieler und Stuntman.

## Leben
Boado besuchte von 2001 bis 2005 die Selborne College High School. Von 2008 bis 2010 studierte er an der AFDA University Live Performance und erlangte seinen Bachelor of Arts. Seine erste filmschauspielerische Erfahrung erfuhr er in einem Musikvideo der Musikgruppe Electric Corvette in deren Lied Die Naweek Sal Brand. Sein Filmschauspieldebüt gab er 2013 in House Party: Tonight’s the Night. Im selben Jahr verkörperte er die Rolle des Nacona in der deutschen Fernsehfilmproduktion In einem wilden Land. In den folgenden Jahren spielte er in verschiedenen Fernsehserien mit. 2018 stellte er im Tierhorrorfilm Deep Blue Sea 2 die Rolle des Daniel Kim dar. 2019 folgten Filmrollen in Escape Room und Inside Man: Most Wanted sowie 2020 eine Filmrolle in Bloodshot. Von 2024 bis 2025 spielte er in der Fernsehserie Skemergrond mit.
Seit 2012 ist Boado als Stuntman tätig. In dieser Funktion wirkte er an den Spielfilmproduktionen Maze Runner – Die Auserwählten in der Todeszone, Tomb Raider und The Last Days of American Crime mit.

## Filmografie (Auswahl)

### Schauspiel
- 2013: House Party: Tonight’s the Night
- 2013: In einem wilden Land (Fernsehfilm)
- 2015: Bluestone 42 (Fernsehserie, Episode 3x04)
- 2016: No Man Left Behind (Miniserie, Episode 1x02)
- 2017: Origins: The Journey of Humankind (Fernsehserie, 2 Episoden, verschiedene Rollen)
- 2017: Killer Instinct with Chris Hansen (Fernsehserie, Episode 3x06)
- 2018: Deep Blue Sea 2
- 2019: Escape Room
- 2019: Inside Man: Most Wanted
- 2020: Bloodshot
- 2021: Grow (Fernsehserie, Episode 1x05)
- 2021: Resort to Love (Fernsehfilm)
- 2024: The Shakedown
- 2024: Street Trash
- 2024–2025: Skemergrond (Fernsehserie, 3 Episoden)

### Stunts
- 2012: Mankind – Die Geschichte der Menschheit (Mankind: The Story of All of Us, Miniserie, Episode 1x04)
- 2015: Black Sails (Fernsehserie, Episode 2x01)
- 2015: Saints & Strangers (Fernsehserie, 2 Episoden)
- 2016: Of Kings and Prophets (Fernsehserie, 2 Episoden)
- 2016: Hooten & the Lady (Miniserie, Episode 1x01)
- 2017: Origins: The Journey of Humankind (Fernsehserie, Episode 1x01)
- 2017: Du lebst noch 24 Stunden (24 Hours to Live)
- 2018: Maze Runner – Die Auserwählten in der Todeszone (Maze Runner: The Death Cure)
- 2018: Tomb Raider
- 2018: Action Point
- 2019: Warrior (Fernsehserie, 6 Episoden)
- 2020: The Last Days of American Crime
- 2022: Eraser: Reborn
- 2022: The Woman King
- 2023: Boy Kills World
- 2023: Hammarskjöld
- 2023–2024: Classified (Fernsehserie, 8 Episoden)
- 2025: Wanted: Dead or Alive (Fernsehserie, 3 Episoden)